# Denkmalbereich Häusergruppe Hundisburg

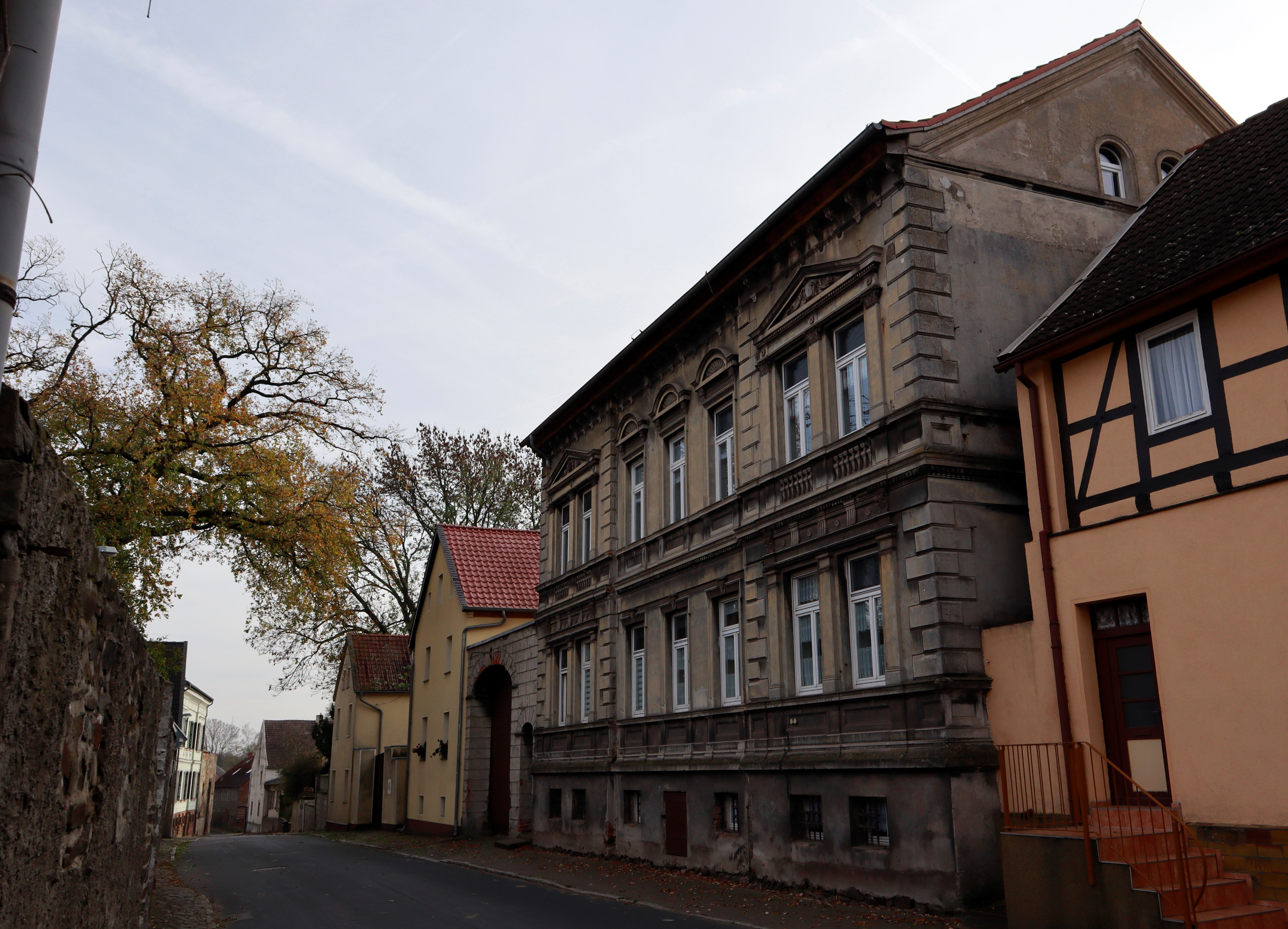
Hofanlage Hauptstraße 7

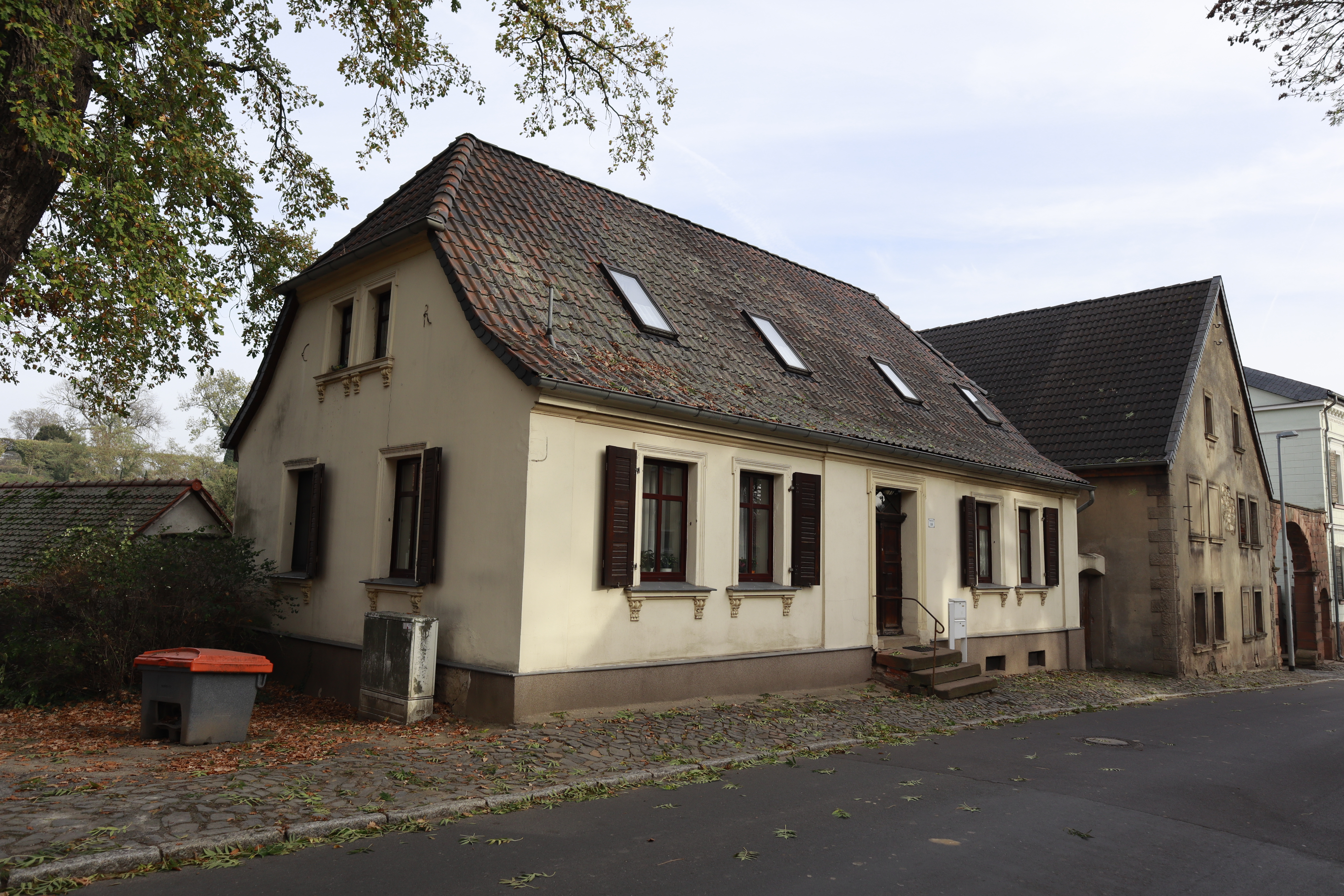
Das bescheidene, längs der Straße liegende Wohnhaus Nr. 35 mit Walmdach

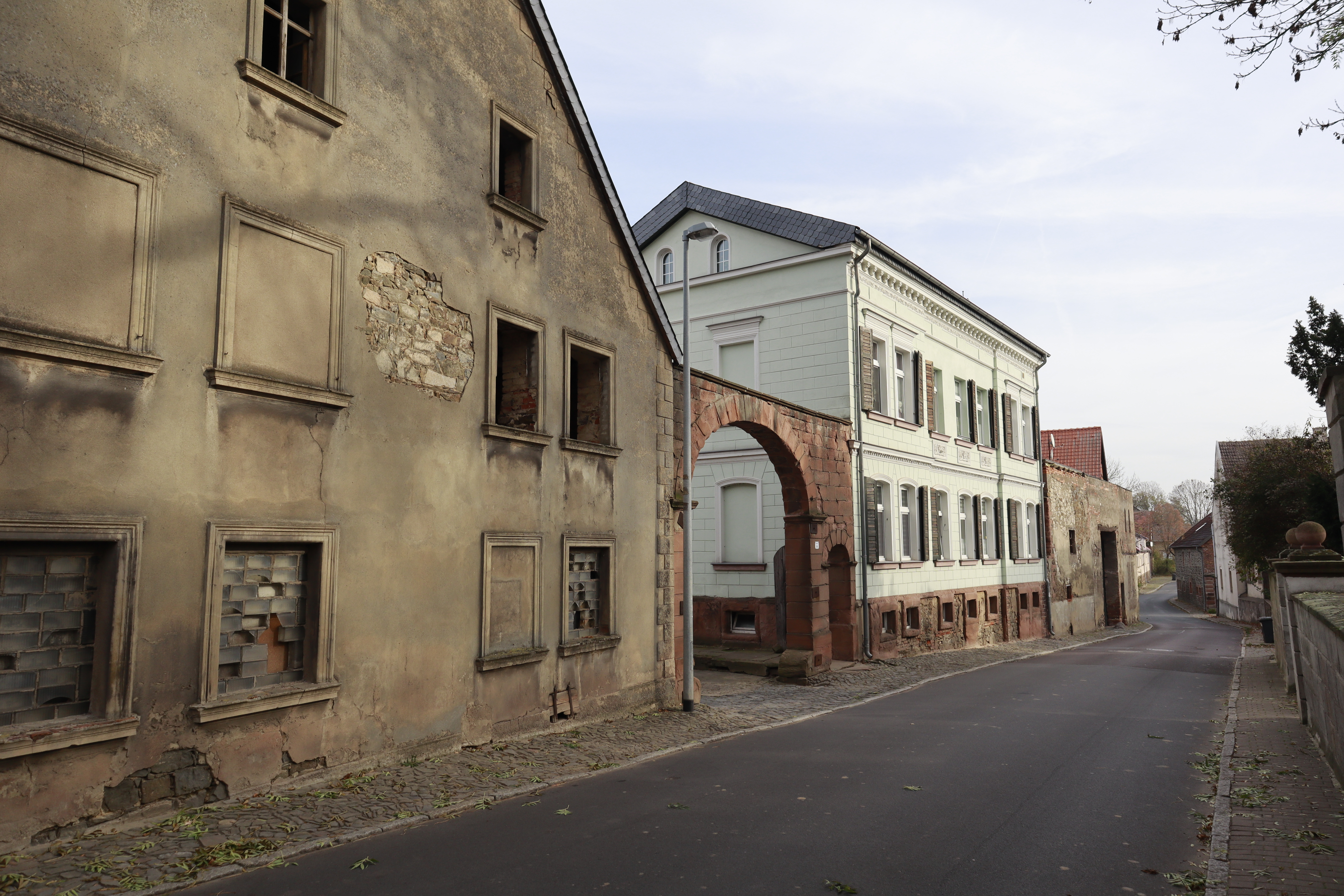
Hauptstraße 36 mit Tordurchfahrt und Pforte

Die denkmalgeschützte Häusergruppe an der Hauptstraße im sogenannten „Oberdorf“ des Haldensleber Stadtteils Hundisburg besteht aus mehreren Hofgebäuden. Im örtlichen Denkmalverzeichnis ist das Ensemble als städtebaulich und kulturell-künstlerisch wertvoll eingetragen.

## Geschichte
Bei den unter Denkmalschutz gestellten Gebäuden handelt es sich um die drei Hofanlagen an der Hauptstraße 7 , Hauptstraße 35
 und Hauptstraße 36  Die stattlichen Gebäudekomplexe stammen aus dem ausgehenden 19. Jahrhundert. Sie erweiterten damals das bis dahin in seinen mittelalterlichen Grenzen bestehende Oberdorf des Ortes. Besonders auffallend sind die Höfe 7 und 36 mit Fassaden im Stil des Klassizismus und der Renaissance. Die beiden Ziegelgebäude verfügen je über zwei Obergeschosse und sieben Fensterachsen. Die Anlagen verfügen über beeindruckende Tordurchfahrten und Fußgängerpforten. Dieser Teil der Hundisburger Hauptstraße wird von Architektur der Gebäude geprägt.